# Peach (compagnie aérienne)
Pour les articles homonymes, voir Peach.

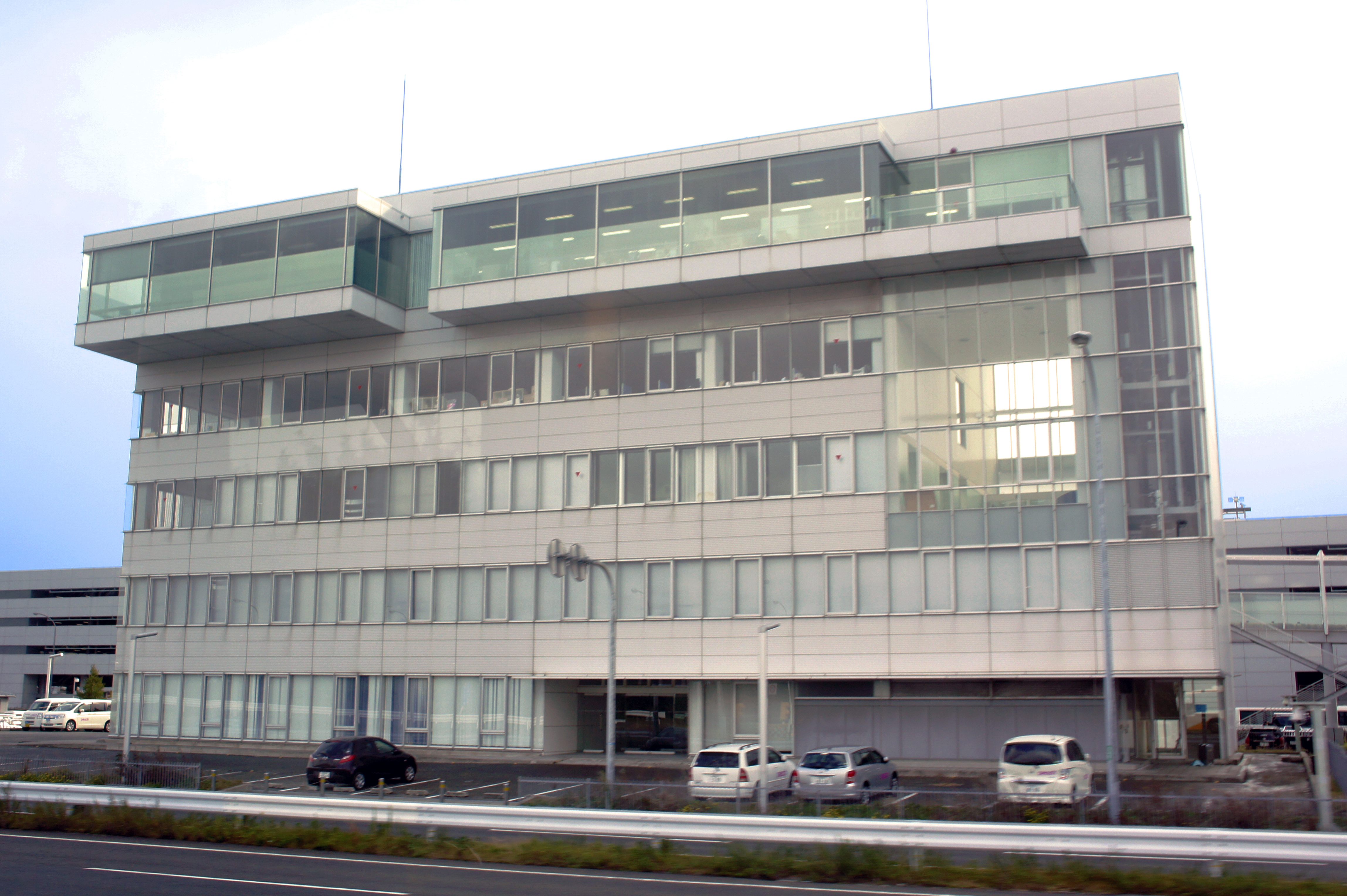
Kensetsu-to, siège de Peach.

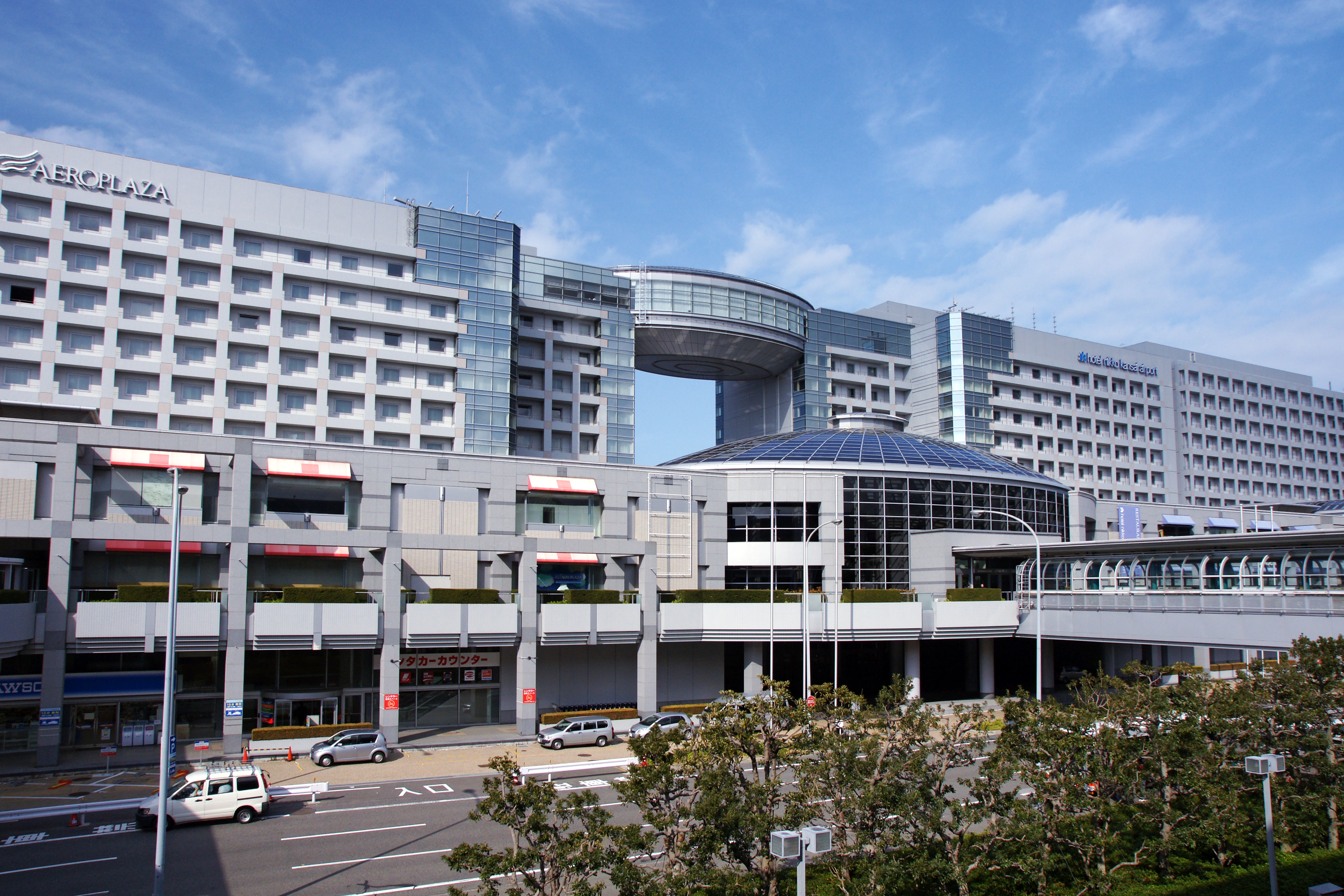
Aeroplaza, ancien siège.

Peach Aviation (ピーチ・アビエーション, Peach Aviation 株式会社 Peach Aviation Kabushiki Gaisha, opèrant sous le nom Peach) est une compagnie aérienne à bas prix Japonaise. Son siège se situe au cinquième étage de Kensetsu-to (建設棟, Kensetsu-tō), à l'Aéroport international du Kansai dans la ville d'Izumisano, Préfecture d'Osaka.
Peach dispose d'un hub à l'Aéroport du Kansai à Osaka et d'un autre à l'Aéroport de Naha à Okinawa. Elle en prévoit un troisième durant l'été 2015 sur l'Aéroport international de Narita afin de servir le Grand Tokyo.

## Histoire
La compagnie aérienne Peach est fondée en février 2011, sous le nom d'A&F Aviation, une coentreprise entre All Nippon Airways (ANA) et le First Eastern Investment Group, une firme de Capital-investissement et de Capital risque basée à Hong Kong. Au 31 mars 2011, ANA holding en est l'actionnaire majoritaire (33.4%), aux côtés de FEIG (33.3%), et Innovation Network Corporation of Japan (INCJ) (33.3%).
Elle noue en février 2011 un contrat avec la compagnie de leasing d’avions GECAS pour 10 A320-200. La réception du premier appareil est prévue pour automne 2011 et le premier vol doit avoir lieu en mars 2012 avec l’inauguration de la ligne Osaka (Kansai)-Sapporo (Shin-Chitose). Elle prévoit de finaliser sa flotte dans le courant de l’année 2013.
Le 24 mai A&F Aviation devient Peach Aviation, et le nom et l’identité visuelle de la future compagnie, qui se nommera Peach, sont révélés. La direction indique que le nom de la compagnie a été choisi pour le symbole que représente la pêche en Asie, incarnation de 'longévité, d'énergie et de joie'.
Le 7 juillet 2011 Peach obtient son certificat d'exploitant aérien (AOC).

## Destinations

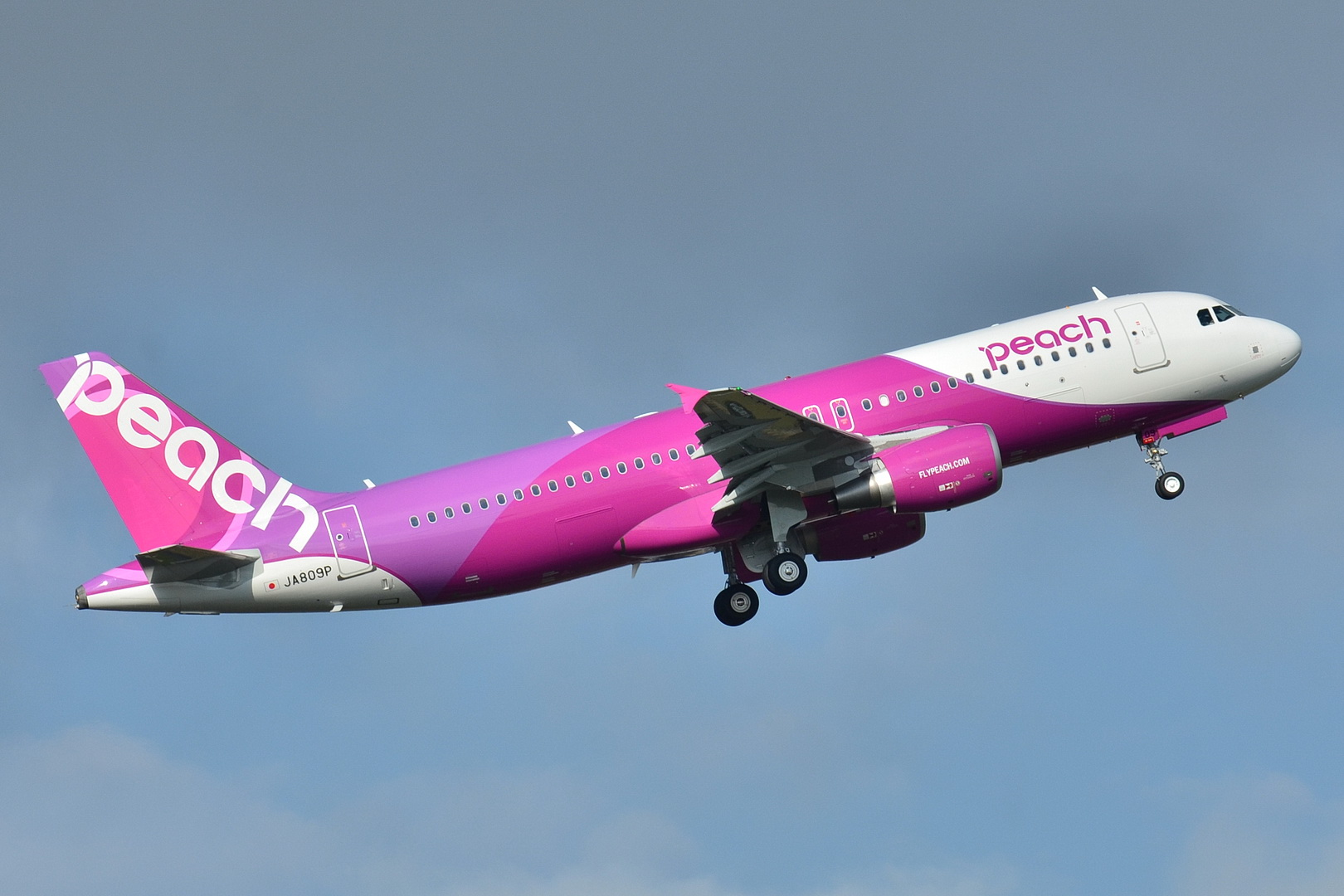
Un Airbus A320 de Peach au départ de l'Aéroport de Toulouse-Blagnac pour son vol de livraison. (2013).

Peach propose plusieurs destinations en Asie de l'Est.

### Asie de l'Est
Hong Kong
- Hong Kong – Aéroport international de Hong Kong

 Japon
- Fukuoka – Aéroport de Fukuoka
- Ile d'Ishigaki – Aéroport New Ishigaki
- Kagoshima – Aéroport de Kagoshima
- Osaka – Aéroport international du Kansai (hub)
- Matsuyama – Aéroport de Matsuyama[7]
- Nagasaki – Aéroport de Nagasaki
- Naha – Aéroport de Naha (hub)
- Tokyo – Aéroport international de Narita (hub)[8]
- Sapporo – Aéroport New Chitose
- Sendai – Aéroport de Sendai
- Ōzora - Aéroport de Memanbetsu[9]
- Ōita - Aéroport d'Ōita[10],[11]

 Corée du sud
- Busan – Aéroport international de Gimhae
- Seoul – Aéroport international d'Incheon

 Taiwan
- Kaohsiung – Aéroport international de Kaohsiung
- Taipei – Aéroport international Taiwan Taoyuan

## Flotte
| Appareils       | En service | Commandés | Passagers | Notes                                         |
| --------------- | ---------- | --------- | --------- | --------------------------------------------- |
| Airbus A320-200 | 32         | 2         | 180       |                                               |
| Airbus A320neo  | 1          | 1         | ND        |                                               |
| Airbus A321LR   | —          | 2         | ND        |                                               |
| Airbus A321N    | –          | 10        |           |                                               |
| Airbus A321XLR  | –          | 3         |           | Livrés à partir de 2027-2033[réf. nécessaire] |
| Total           | 33         | 18        |           |                                               |